# Acuario nacional de Cuba
El Acuario nacional de Cuba se localiza en la ciudad de La Habana, al norte de la isla caribeña de Cuba. Fue establecido el 23 de enero de 1960 para centrarse en "investigación y educación ambiental". Las exhibiciones incluyen las de las especies de coral tropical y de otro tipos, así como un delfinario bien conocido y popular por sus presentaciones de lobos marinos. Posee una superficie de 2,2 hectáreas (0,02 kilómetros cuadrados)